# Leonida Gueorguievna de Russie
Pour les articles homonymes, voir Bagration.
Léonida Guéorguievna de Russie, née Léonida Guéorguievna Bagration-Moukhranskaïa (en russe : Леонида Георгиевна Багратион-Мухранская et en géorgien : ლეონიდა გიორგის ასული ბაგრატიონი-მუხრანელი / Leonida Giorgis asuli Bagrationi-Mukhraneli) le 23 septembre 1914 à Tbilissi et morte le 24 mai 2010 à Madrid, est une princesse géorgienne, devenue membre de la famille Romanov par son mariage avec Vladimir Kirillovitch de Russie.

## Biographie

### Famille
Elle est la fille du prince Georges Alexandrovitch Bagration-Moukhranski (1884-1957) et d'Hélène Zlotnicka-Nowina (1886-1979). Elle appartient à la lignée des princes de Moukhran, qui représente la branche aînée descendante des anciens rois de Géorgie.

### Jeunesse
La mère de Staline est blanchisseuse chez la grand-mère de Leonida[réf. nécessaire]. En octobre 1918, son grand-père, le prince Alexandre Bagration-Moukhranski, général dans l'armée russe, est fusillé par les Bolcheviks. Craignant pour leur vie, les membres de la famille se réfugient à Constantinople, passent ensuite huit mois en Allemagne avant de revenir à Tbilissi, dans une Union soviétique dirigée par Staline. En 1931, grâce à l'intervention de Maxime Gorki, qui connaît la princesse Bagration-Moukhranskaïa, ils peuvent quitter l'URSS et s'installer en Espagne puis en France où ils disposent de relations.

### L'exil
En France, Léonida rencontre un riche Américain, Sumner Moore Kirby (1895-1945, fils de Fred Morgan Kirby, le cofondateur de la F.W. Woolworth Company), qu'elle épouse le 6 novembre 1934 à Nice, et dont elle a une fille, Hélène Louise Kirby (née le 26 janvier 1935, titrée plus tard comtesse Dvinskaya). Trois ans plus tard, le mariage s'achève par un divorce. En 1944, Sumner Kirby est déporté en Allemagne et meurt dans un hôpital près du camp de concentration de Buchenwald le 7 avril 1945.
Alors qu'elle est accueillie en Espagne avec sa fille Hélène Kirby, par son frère le prince Irakli Bagration de Mukhrani et sa belle-sœur l'infante María de las Mercedes de Bavière et Bourbon, elle fait la connaissance du prince Vladimir Kirillovitch de Russie, qui se présente comme le chef de la Maison impériale de Russie, depuis la mort de son père en 1938, avec le titre de « grand-duc » et le prédicat d'« altesse impériale ». Ils se marient le 12 août 1948 à Lausanne et les noces religieuses sont célébrées le lendemain, le 13 août, dans l'église orthodoxe de Saint-Gérasime de Lausanne. De leur union, naît en 1953 leur unique enfant, la grande-duchesse Marie.

### Mort et inhumation
Âgée de 95 ans, la princesse Léonida s'éteint le 24 mai 2010 à Madrid. Dans son testament, elle demande à être inhumée auprès de son second époux. Le 3 juin suivant, ses funérailles se déroulent au mausolée grand-ducal situé près de la cathédrale Pierre-et-Paul à Saint-Pétersbourg, en présence de sa fille, la princesse Marie Vladimirovna de Russie, son petit-fils, le prince Georges Mikhaïlovitch Romanov, de personnalités représentant la Russie et la France, de quelques membres de l'aristocratie espagnole et italienne ainsi que de membres de la communauté géorgienne résidant à Saint-Petersbourg.

## Distinctions
- Dame grand-croix pro Merito Melitensi de l'ordre souverain de Malte.